# Lepisosteus
Lepisosteus is een geslacht van straalvinnige vissen uit de familie van de kaaimansnoeken (Lepisosteidae).
De naam van het geslacht werd voor het eerst gepubliceerd in 1803 door Bernard Germain de Lacépède.

## Soorten
- Lepisosteus oculatus Winchell, 1864
- Lepisosteus osseus (Linnaeus, 1758) – Kaaimansnoek
- Lepisosteus platostomus Rafinesque, 1820
- Lepisosteus platyrhincus DeKay, 1842